# Vining Tractor & Motor Manufacturing Company
Vining Tractor & Motor Manufacturing Company Ltd. war ein britischer Hersteller von Automobilen.

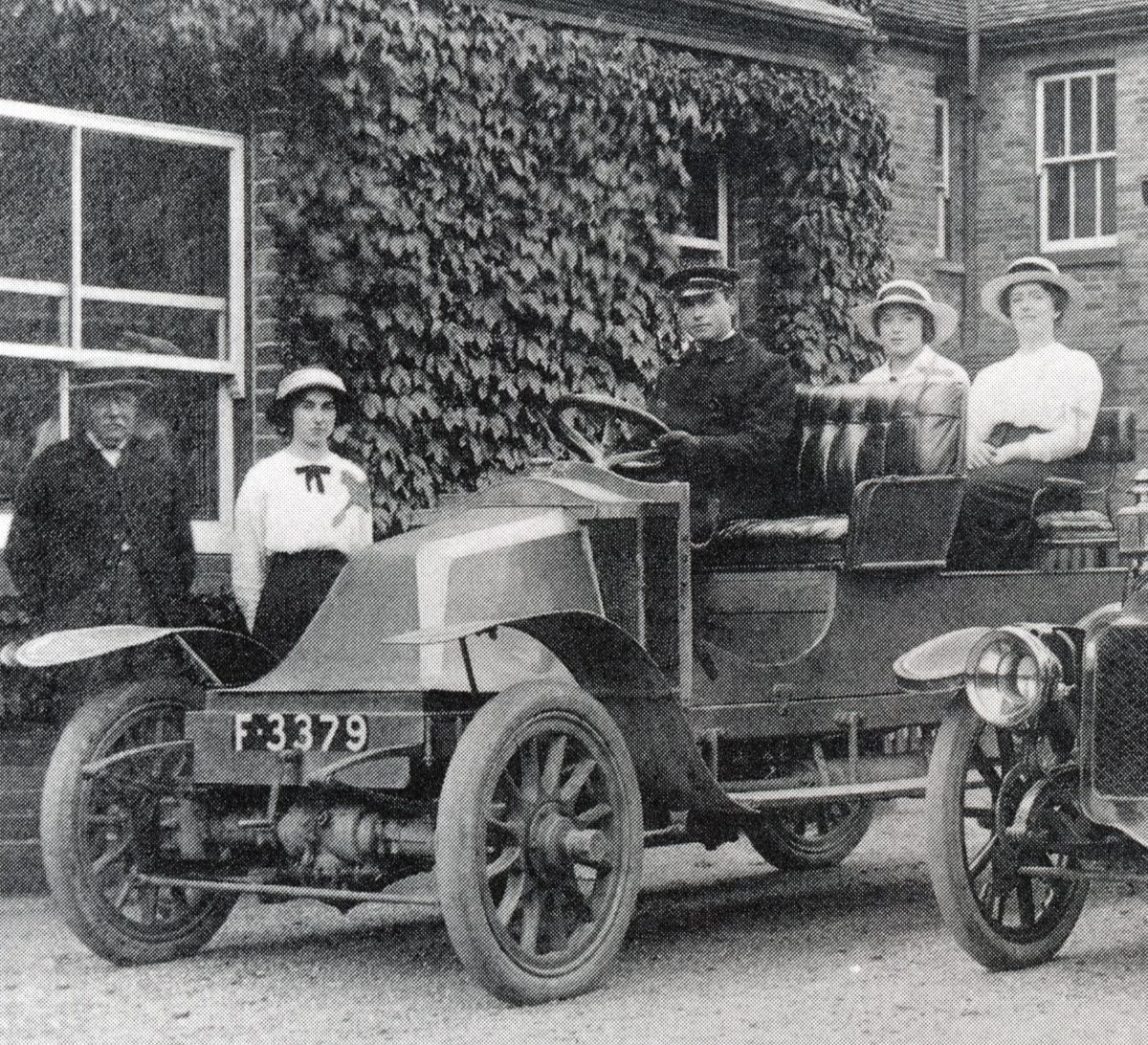
FD (1911)

## Unternehmensgeschichte
Das Unternehmen aus dem Londoner Stadtteil Shepherd’s Bush fertigte Motoren, die als Vining-Hallett vermarktet wurden. 1907 begann die Produktion von Pkw. Der Markenname lautete FD. Im gleichen Jahr endete deren Produktion.

## Automobile
FD stand für Front Drive, also Frontantrieb. Vorne im Fahrzeug war ein Vierzylindermotor quer montiert. Die Motorleistung wurde über eine Kette zum darüber liegenden Getriebe übertragen, und von dort über Stirnräder an die Vorderräder. Von diesem Modell entstanden wahrscheinlich nur ein bis zwei Exemplare.
Daneben gab es ein Taxi, ebenfalls mit Frontantrieb.